# Jean Baptiste Pointe du Sable
Jean-Baptiste Pointe du Sable (Saint-Marc, 1745 – Saint Charles, 28 agosto 1818) è stato un mercante francese, nato ad Haiti, fondatore e primo residente della città di Chicago.

## Biografia
Jean Baptiste Point du Sable è un mulatto, nato (come uomo libero), secondo le fonti, a Saint Marc nella colonia francese di Santo Domingo, tra il 1745 e il 1750. Sarebbe il figlio di un marinaio francese e di una madre di origine africana, ex schiava. Nel 1770, fondò una stazione commerciale sul fiume Mississipi in un luogo di scambio delle tribù indiane locali dei Miami, Meskwaki, Sauk e Potawatomi sul sito dell'odierna Chicago. "Il primo uomo bianco a stabilirsi qui fu un uomo di colore", dissero.
Intorno al 1800 lasciò Chicago e vendette la sua proprietà a John Kinzie, e fu in seguito onorato come padre fondatore di Chicago. Point du Sable andò a St. Charles, ora nel Missouri, dove gestiva un traghetto. Muore lì nel 1818.

## Curiosità
Jean Baptiste Point du Sable è stato incluso nell'album Songs in the Key of Life di Stevie Wonder. Nella canzone Black Man "Jean Baptiste" viene esplicitamente menzionato come il fondatore della città di Chicago.